# Emiel Vliebergh
Jan Emiel Vliebergh (Zoutleeuw, 24 januari 1872 - Leuven, 6 januari 1925) was een Belgisch jurist en econoom.

## Levensloop
Vliebergh studeerde rechten in Leuven van 1891 tot 1896. Na zijn studie werkte hij als juridisch adviseur bij de Belgische Boerenbond. In 1917 werd hij ondervoorzitter van diezelfde bond. Daarnaast was hij als hoogleraar verbonden aan de rechtsfaculteit. Hij doceerde strafrecht en strafprocesrecht in het Nederlands, iets dat toentertijd niet gebruikelijk was, maar nodig om de Taalwet gerechtszaken in de praktijk te brengen.
Als gevolg van de door Mercier geredigeerde Instructions aux Directeurs et  aux professeurs des collèges libres d'humanités moesten een aantal collegeleraren, die zelf hun opleiding in het Frans hadden gehad, hun vak voortaan in het Nederlands geven. In antwoord hierop startte Vliebergh in 1907 de Nederlandse Vakantieleergangen, later mede naar hem de Vliebergh-Sencie-leergangen genoemd.
Ook met zijn aandeel aan Hooger Leven (1906) en Dietsche Warande en Belfort droeg hij bij aan de vernederlandsing van het onderwijs in Vlaanderen. Ook was hij voorzitter van het Davidsfonds.
In zijn laatste levensjaren leed hij aan een progressieve verlamming waardoor hij volstrekt immobiel werd. Na Vlieberghs overlijden stelde het Davidsfonds de Vlieberghprijs in, een literatuurprijs met als doel met name jonge Vlaamse schrijvers aan te moedigen.